# Epsilon Eridani b
Epsilon Eridani b is tot nu toe (november 2008) de dichtstbijzijnde ontdekte exoplaneet. De planeet ligt op een afstand van ongeveer tien lichtjaar en draait om de ster Epsilon Eridani, in het sterrenbeeld Eridanus. Epsilon Eridani c is een hypothetische tweede planeet rondom Epsilon Eridani, maar deze is in tegenstelling tot Epsilon Eridani b officieel onbevestigd.

## Ontdekking
Het bestaan van de planeet werd al begin jaren negentig vermoed door een Canadees team onder leiding van Bruce Campbell en Gordon Walker. Hun waarnemingen waren echter niet voldoende om van een echte ontdekking te kunnen spreken. De officiële ontdekking werd aangekondigd op 7 augustus 2000 door een team onder leiding van Artie Hatzes. De ontdekkers gaven de planeet 1,2 ± 0,33 keer de massa van Jupiter, met een gemiddelde sterafstand van 3,3 AE (astronomische eenheid). De omloop van de planeet werd vanaf het begin zeer excentriek geacht, met een recentelijke schatting door Benedict van 0,702. Waarnemers, waaronder Geoffrey Marcy wilde in eerste instantie ook meer informatie over het gedrag van het Doppler-signaal van de ster, veroorzaakt door de ster zijn grote en gevarieerde magnetisch veld. De ontdekking was dus in eerste instantie controversieel, maar werd uiteindelijk door de Ruimtetelescoop Hubble bevestigd in zijn bestaan.

## Kenmerken
De massa wordt geschat op zo'n 1,5 keer die van Jupiter en de baan heeft een inclinatie van 30° ten opzichte van de Aarde. Deze inclinatie van de baan ligt parallel aan de waargenomen stofring rondom de ster.